# Figuier de Maurice
Ficus mauritiana
Espèce
Classification phylogénétique

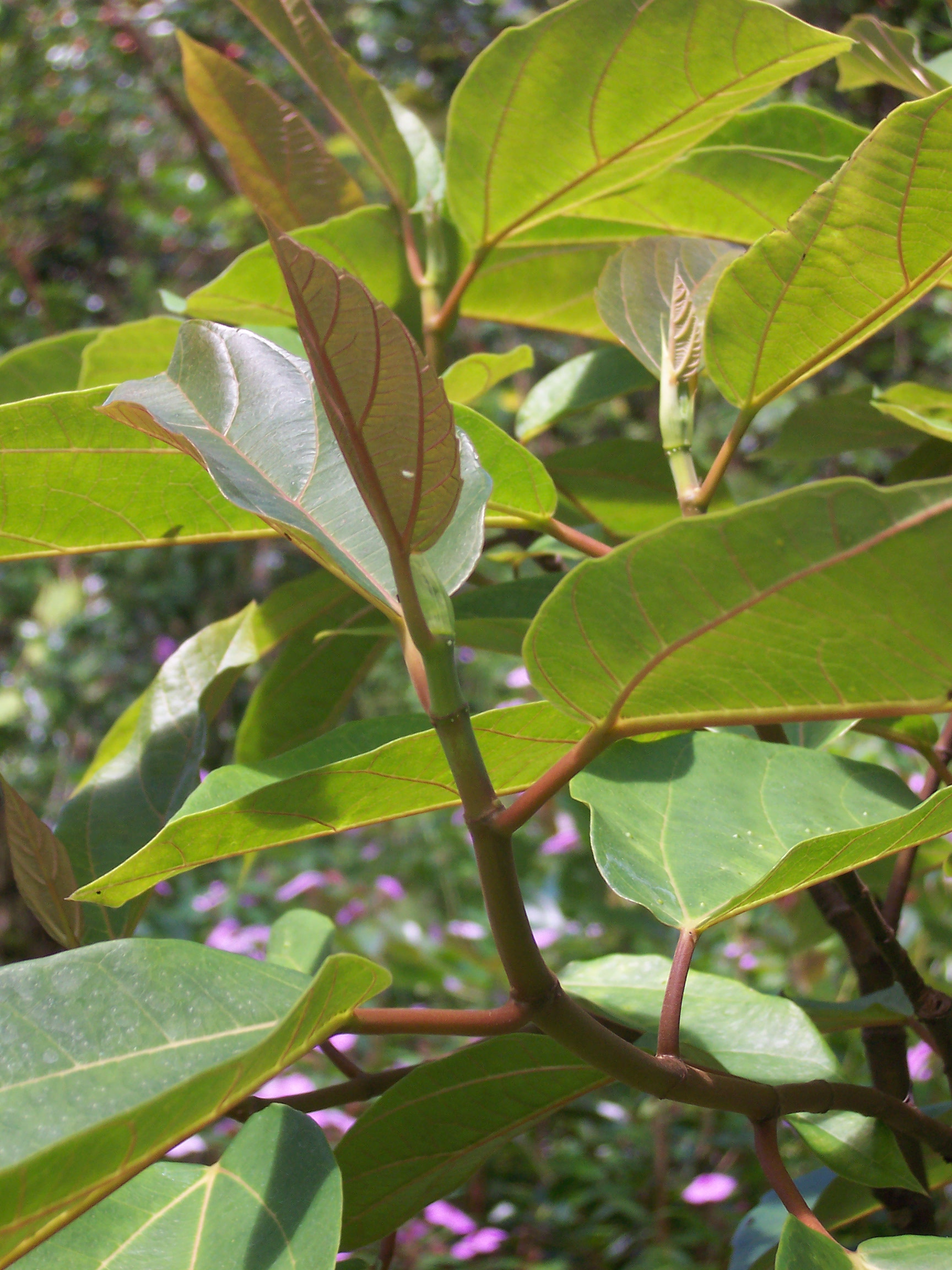
détail des feuilles de Ficus mauritiana.

Le figuier de Maurice (Ficus mauritiana) est une espèce de plantes à fleurs de la famille des Moracées. C'est un arbre endémique des Mascareignes, que l'on peut trouver en zone climatique humide jusqu'à 1000 mètres d'altitude.
Il possède des rameaux épais. Il se développe généralement jusqu'à une hauteur comprise entre 5 et 10 mètres.
Présent à La Réunion et à l'île Maurice, il est également appelé figue marron, figuier noir, etc.
Ses fruits (des sycônes) par leur aspect et leur taille, ressemblent à ceux du figuier commun. Ils ont la particularité de se former le plus souvent directement sur les racines aériennes qui pendent de l'arbre. Ces figues sont comestibles, mais sans intérêt gustatif.